# ستين سمولدرز
ستين سمولدرز هو مجدف بلجيكي، ولد في 7 أغسطس 1979 في بيرخم في بلجيكا.

## وصلات خارجية
- ستين سمولدرز على موقع الاتحاد الدولي للتجديف (الإنجليزية)
- ستين سمولدرز على موقع اللجنة الأولمبية الدولية (الإنجليزية)
- ستين سمولدرز على موقع أوليمبيديا (الإنجليزية)